# نئا اونز
نئا اونز (انگلیسی: Neah Evans؛ زادهٔ ۱ اوت ۱۹۹۰) دوچرخه‌سوار اهل بریتانیا است.
وی در مسابقات کشوری و بین‌المللی در مجموع برندهٔ ۴ مدال طلا، ۳ مدال نقره، ۱ مدال برنز شده‌است.